# Honório Carneiro Leão
Honório Carneiro Leão, Marchese del Paraná (Jacuí, 11 gennaio 1801 – Rio de Janeiro, 3 settembre 1856), è stato un politico brasiliano.
Diplomatico, giudice e monarchico dell'Impero Brasiliano, fu uno dei fondatori del partito conservatore brasiliano.
Difese in modo acceso e talvolta violento il liberalismo, la monarchia, l'autorità statale e sostenne l'idea di una monarchia parlamentare rappresentativa.

## Biografia
Leão nacque da una famiglia di umili mezzi a Jacuí, in quello che era l'allora capitanato di Minas Gerais. Dopo aver frequentato l'Università di Coimbra in Portogallo ed essere ritornato in Brasile, venne nominato giudice nel 1826 e successivamente elevato alla corte d'appello. Nel 1830 venne eletto per rappresentare Minas Gerais alla Camera dei Deputati, venendo poi rieletto nel 1834 e nel 1838, e ha tenuto la carica fino al 1841.
All'indomani della abdicazione di Dom Pedro I nel 1831, fece parte della reggenza creata per governare il Brasile durante la minore età del figlio dell'imperatore Dom Pedro II, ben presto dissolto nel caos. Fondò un partito politico nel 1837, che divenne noto come il Partito Reazionario, che si è evoluto nel Partito dell'Ordine nei primi anni 1840 e la metà degli anni 1850 nel Partito Conservatore. Lui ed il suo partito difesero coraggiosamente la necessità di ordine costituzionale, l'unico che avrebbe consentito al paese di andare oltre una reggenza afflitta da dispute faziose e che frequenti ribellioni avrebbero potuto facilmente sfociare in una dittatura. Nominato presidente della Provincia di Rio de Janeiro nel 1841, contribuì a sedare una ribellione guidata dal partito liberale di opposizione l'anno successivo. Anche nel 1842 fu eletto senatore per Minas Gerais e nominato da Pedro II al Consiglio di Stato. Nel 1843 divenne il primo presidente de facto (primo ministro) del Consiglio dei Ministri, ma si dimise dopo un litigio con l'imperatore.
Dopo anni di opposizione, nel 1849 fu nominato dal governo nazionale, come presidente della Provincia di Pernambuco per indagare su una rivolta liberale che aveva avuto luogo un anno prima, e cercare un giusto processo per i ribelli. Accusato dai suoi colleghi di partito per gli anni di opposizione e di aver perso gran parte della sua influenza all'interno del suo partito, accettò l'incarico, credendo di poter ritrovare il suo posto. Con la nazione pacificata internamente, fu inviato in Uruguay nel 1851 per forgiare un'alleanza con quel paese, e con le province argentine ribelli di Corrientes ed Entre Ríos, contro la Confederazione Argentina. L'alleanza trionfò, e l'imperatore elevò Leão ai ranghi della nobiltà titolata.
Nel 1853 fu nuovamente nominato presidente del Consiglio dei ministri, a capo di un gabinetto di grande successo, ed è diventato il politico più potente del paese. Per il suo ruolo nella spinta attraverso la ristrutturazione, incontrò una forte opposizione da parte della maggioranza dei suoi colleghi, portando ad una spaccatura virtuale nel Partito Conservatore sulle sue politiche. Il 3 settembre 1856, mentre era ancora in carica ed al culmine della sua carriera politica, morì improvvisamente di una condizione febbrile sconosciuta.